# Konarzew (powiat łęczycki)
Konarzew – wieś w Polsce położona w województwie łódzkim, w powiecie łęczyckim, w gminie Piątek.
W latach 1975–1998 miejscowość administracyjnie należała do województwa płockiego.

## Historia
Pierwsze pisane informacje o wsi Konarzew pochodzą z 1350 roku. Od tego roku majątek ziemski w tej wsi należał do Boguty Toporczyka z Gieczna. Na terenie wsi zachowały się ślady po jeszcze starszym grodzisku stożkowym.
W marcu 1937 roku na polu rolnika z Konarzewa odkryto ˌˌskarbˈˈ. Były to srebrne i złote monety. Wezwani pracownicy Archiwum Archeologicznego z Łodzi w czasie podjętych wykopalisk odkryli ok. 50 grobów kultury przeworskiej okresu przedrzymskiego i rzymskiego. Ślady świadczyły o istnieniu w tym miejscu osady kultury przeworskiej datowanej na lata 375-568.